# 2. deild kvinnur (2011)
W roku 2011 odbyły się rozgrywki 2. deild kvinnur – drugiej ligi piłki nożnej kobiet na Wyspach Owczych. W rozgrywkach wzięło udział 6 klubów z całego archipelagu.
Po sezonie 2011 na okres jednego sezonu 2. deild kvinnur przestała istnieć. Cztery drużyny awansowały do 1. deild, a pozostałe dwa rozwiązano.

## Uczestnicy
| Uczestnicy 2. deild kvinnur 2010                                                                              | Uczestnicy 2. deild kvinnur 2010 | Uczestnicy 2. deild kvinnur 2010 | Uczestnicy 2. deild kvinnur 2010 |
| --- | -------------------------------- | -------------------------------- | -------------------------------- |
| B/N | B68 Toftir/NSÍ Runavík           | 3                                |                                  |
| ÍF | ÍF Fuglafjørður                  | 4                                |                                  |
| Nowi uczestnicy                                                                                               |                                  |                                  |                                  |
| FCS | FC Suðuroy                       |                                  |                                  |
| FFG | FF Giza                          |                                  |                                  |
| Spadek z 1. deild kvinnur 2010                                                                                |                                  |                                  |                                  |
| EBS | EB/Streymur                      | 5                                |                                  |
| MB | MB Miðvágur                      | 6                                |                                  |
| Oznaczenia: - kolumna pierwsza – skróty nazw drużyn, - kolumna trzecia – miejsce zajęte w poprzednim sezonie. |                                  |                                  |                                  |

## Tabela ligowa
| Lp. | Drużyna                    | M  | Z | R | P  | Bramki | Bramki | Różn. | Pkt | Uwagi              |
| --- | -------------------------- | -- | - | - | -- | ------ | ------ | ----- | --- | ------------------ |
| 1   | B68 Toftir/NSÍ Runavík (M) | 12 | 8 | 1 | 3  | 32     | 15     | +17   | 25  | Awans do 1. deild  |
| 2   | ÍF Fuglafjørður            | 12 | 7 | 1 | 4  | 33     | 20     | +13   | 22  | Awans do 1. deild  |
| 3   | EB/Streymur                | 12 | 6 | 2 | 4  | 35     | 21     | +14   | 20  | Awans do 1. deild  |
| 4   | FC Suðuroy                 | 12 | 6 | 1 | 5  | 30     | 30     | 0     | 19  | Awans do 1. deild  |
| 5   | MB Miðvágur (S)            | 12 | 0 | 1 | 11 | 3      | 47     | −44   | 1   | Drużyna rozwiązana |
| 6   | FF Giza (S)                | 0  | 0 | 0 | 0  | 0      | 0      | 0     | 0   | Drużyna rozwiązana |